# Майданник Олександр Іванович
Олександр Іванович Майданник (нар. 15 травня 1956, с. Миронівка, Старченківський район, Київська область, Українська РСР, СРСР) — радянський і український партійний діяч і дипломат. Кандидат історичних наук з 1985 року. Член Комуністичної партії України, зовнішньополітичний коментатор і завідувач відділу коментаторів Держтелерадіо УРСР впродовж 1980—1987 років.
Надзвичайний і Повноважний Посол України в Ізраїлі (впродовж 1994—1998 років), в Аргентині, Чилі, Уругваї та Парагваї (у 2001—2003 роках) і у Фінляндії й Ісландії за сумісництвом (з 2003 до 2007 року). Протягом 1998 року був Прессекретарем Президента України Леоніда Кучми а також заступником міністра закордонних справ України у 1998—2000 роках.

## Біографія
Олександр Іванович Майданник народився 15 травня 1956 року у селі Миронівка, що входило до складу Старченківського району Київської області Української РСР СРСР. 1978 року закінчив факультет міжнародних відносин та міжнародного права Київський державний університет ім. Т. Г. Шевченка. По завершенню університету до 1980 року залишився стажистом-дослідником Кафедри міжнародних відносин і зовнішньої політики СРСР.
Захистив кандидатську дисертацію у 1985 році на тему «Концепції культурних зв'язків в політиці США по відношенню до СРСР в повоєнний період» і отримав ступінь кандидата історичних наук, при тому, що історіографія в часи СРСР була елементом державної пропаганди. Впродовж 1980—1987 років Олександр Майданник працював як зовнішньополітичний коментатор і завідувач відділу коментаторів Держтелерадіо УРСР. В умовах Холодної війни, ще до початку «Перебудови», такі професії часто називали «боєць інформаційного фронту». Пізніше, з 1987 року до 1991 року Майданник став інструктором і консультантом Центрального комітету Комуністичної партії України.
Після проголошення незалежності України перейшов працювати в Міністерство охорони навколишнього природного середовища України начальником Управління міждержавних відносин. На цій посаді Олександр Іванович пропрацьовав близько року після чого перейшов працювати в посольство України в Державі Ізраїль:
- у 1993—1994 роках як радник з політичних питань Посольства;
- з 22 жовтня 1994 року — радник, тимчасово повірений у справах України в Державі Ізраїль;
- а з 19 січня 1996 року до 3 січня 1998 року Надзвичайний і Повноважний Посол України в Державі Ізраїль.[3]

У березні 1998 року до листопада того ж року Майданник працював на посаді прессекретаря — керівника пресслужби Президента України Леоніда Кучма після чого перейшов працювати в Міністерство закордонних справ заступником міністра Бориса Тарасюка. На ціій посаді Майданник перебував і при наступнику Тарасюка, виконувачу обов'язків Олександрі Чалому, а також при Анатолію Зленку до грудня 2000 року. За цей час він також був членом Комісії при Президентові України з питань громадянства з березня 1999 року до лютого 2001 року.
2001 року Олександра Івановича було призначено Надзвичайним і Повноважним Послом України в Аргентинській Республіці за сумісництвом в: Республіці Чилі, Східній Республіці Уругвай та Республіці Парагвай. В Латинській Америці працював до грудня 2003 року.
25 грудня 2003 року Майданник був призначений Послом у Фінляндській Республіці, а з 25 травня наступного, 2004 року за сумісництвом і в Ісландії. На цих посадах Олександр Іванович пробув до 13 серпня 2007 року після чого високих дипломатичних посад не займав.